# Odysseus (schip, 1922)
De ODYSSEUS is een wachtschip van Scoutinggroep Calandtroep in Rotterdam. Het is een schip van het varend erfgoed, een steilsteven motorhagenaar. Het kenmerk van zo'n steilsteven is een strakke, bijna loodrecht op het water staande boeg en een geveegde kont, het achterschip. Er wordt bij kampen aan boord gegeten en geslapen. Dan worden bij vertrek 4 vletten in het ruim gehesen, de andere schepen van de groep aan dek geplaatst en bij aankomst op de kampplaats gelost. Zo hoeft er niet gesleept te worden. 
De kruiphoogte van 2,35 meter met een diepgang van 1,15 meter maakt het mogelijk dat het schip op veel plaatsen kan komen.

## De motoren
Oorspronkelijk had de ODYSSEUS een verdieselde staande Deutz met een vermogen van 18 pk, die met perslucht werd gestart. In de huidige tijd vond men dat dit motorvermogen onvoldoende veiligheid bood bij slecht weer en werd besloten een moderne motor in te bouwen. Een DAF DS 575. De turbolader werd er afgehaald en de motor werd voorzien van waterkoeling en voorzien een Westinghouse hydraulische koppeling. Daarmee kon ruim voldoende snelheid worden behaald.
Voor het oude hijstuig werd een 12 pk liggende Deutz gebruikt, die via een remtrommel van een vrachtauto uit 1930 de lieren met gietijzeren tanden aandreef. Omdat het hijsen van vletten hiermee uiteindelijk als te gevaarlijk werd ervaren werd een nieuw elektrisch aangedreven hijstuig aangeschaft. De benodigde energie is van een fluister aggregaat 20 kVA en dat maakt het tevens mogelijk om in de nabije toekomst ook elektrisch te koken.

## Liggers Scheepmetingsdienst[1]
| Meetnummer      | District en volgnr. | Meetdatum     | Meetplaats | Lengte [m] | Breedte [m] | Inzinking [m] | Waterverplaatsing [ton] | Naam          | Eigenaar                     | Domicilie     |
| --------------- | ------------------- | ------------- | ---------- | ---------- | ----------- | ------------- | ----------------------- | ------------- | ---------------------------- | ------------- |
| R5401N          | Rotterdam 5401      | 13 juni 1922  | Rotterdam  | 24,00      | 4,15        | –             | 71,661 ton              | St. ANTONIUS  | J.P. Ballering               | ’s-Gravenhage |
| R13903N         | Rotterdam 13903     | 22 maart 1943 | Rotterdam  | 24,02      | 4,14        | 1,55          | 74,907 ton              | St ANTONIUS I | fa. Ballering en van Leeuwen | Rotterdam     |
| Andere naam     |                     | -             |            |            |             |               |                         | ODYSSEUS      |                              |               |
| Andere eigenaar |                     | -             |            |            |             |               |                         |               | Scoutinggroep Callandtroep   | Rotterdam     |